# Schnabelkannen von Basse Yutz

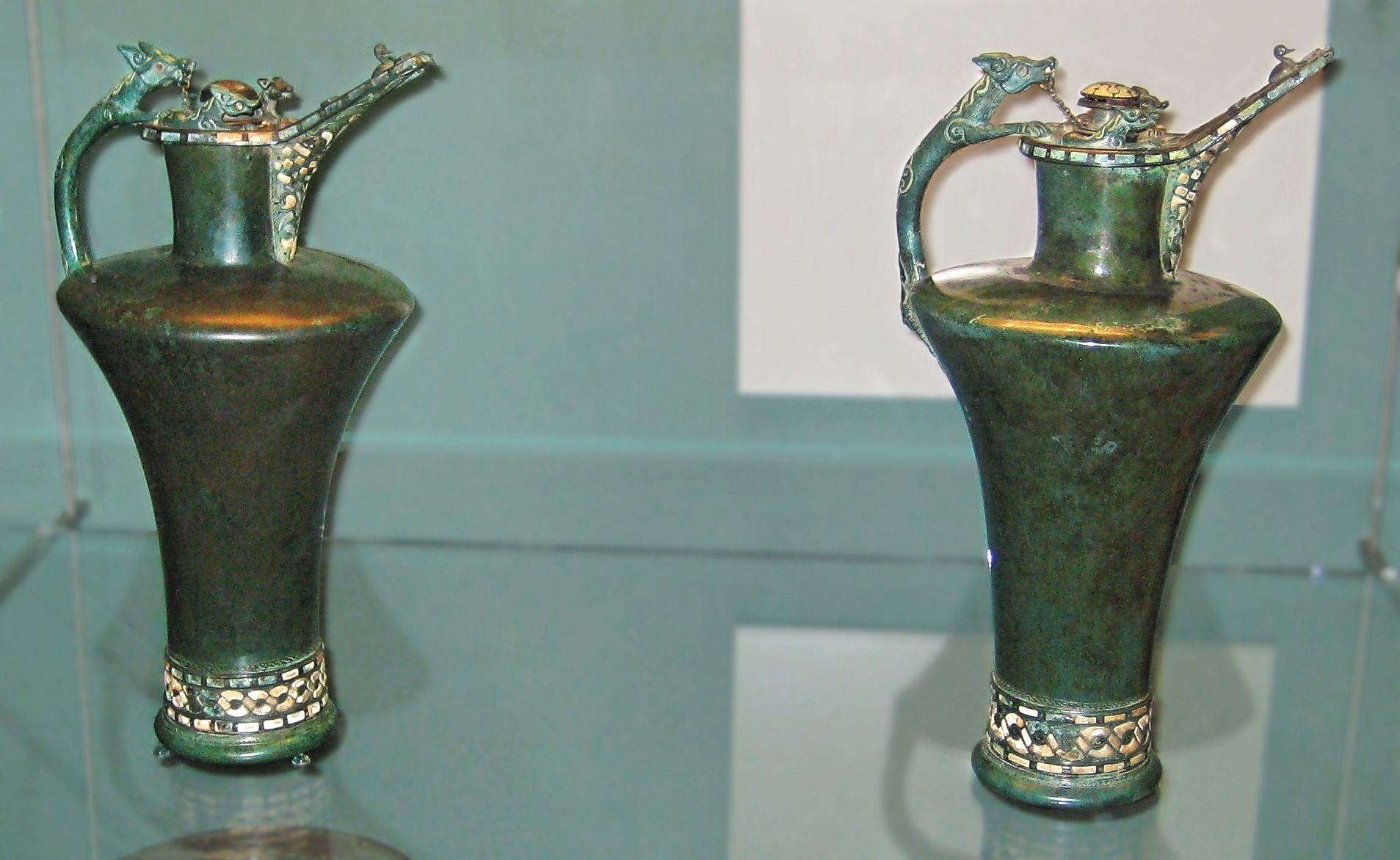
Die Schnabelkannen von Basse Yutz

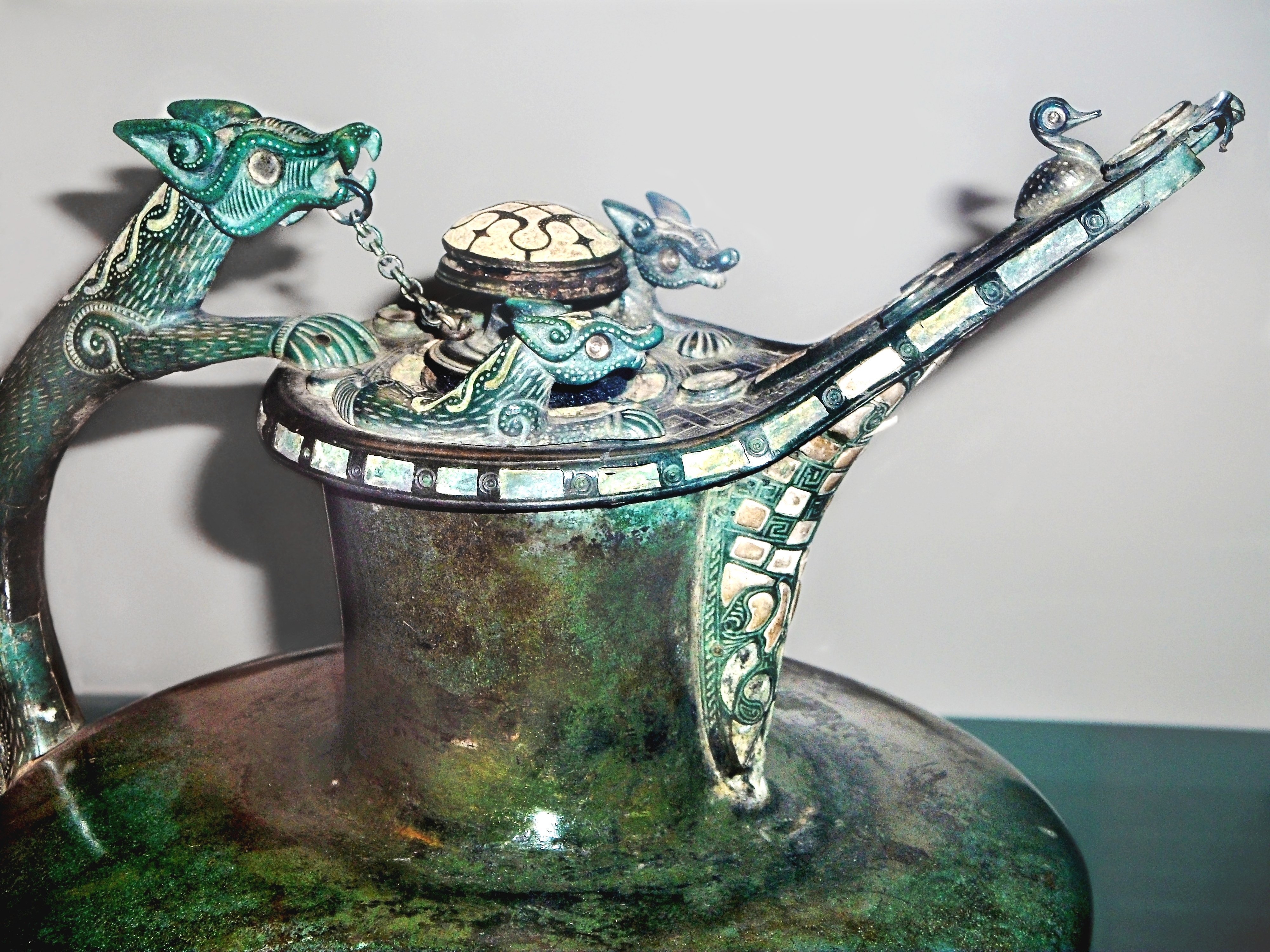
Detail des Deckels

Die Schnabelkannen von Basse Yutz sind keltische zeremonielle Trinkgefäße aus der Eisenzeit aus dem 5. Jahrhundert v. Chr. Sie wurden in den 1920er Jahren unter mangelhaft dokumentierten Umständen ausgegraben und anschließend an das Britische Museum in London verkauft.

## Fund
Die beiden Gefäße sowie zwei Bronze-Stamnoi wurden 1927 beim Straßenbau in Basse Yutz (deutsch Nieder-Jeutz) an der Mosel in Lothringen gefunden und stammen wohl aus dem Grab eines keltischen Würdenträgers. Innerhalb von 2 Jahren nach dem Fund wurden sie für die beträchtliche Summe von 5.000 £ ans Britische Museum verkauft.

## Beschreibung
Das Paar von nahezu gleichen Schnabelkannen imitiert die Form von zeitgenössischen etruskischen Gefäßen. Sie sind aus Blech einer Kupferlegierung getrieben. Die gegossene Basis ist mit 120 roten Korallenbruchstücken sowie Glas verziert und dann mit einem Harz an dem Blechmantel befestigt. Die gegossene Schnauze und der Deckel sind mit Stiften in einer Aushöhlung im Kupferblech befestigt. Röntgenuntersuchungen zeigten, dass das Harz und die Stifte die einzigen verwendeten Fügeverfahren waren, aber darüber hinaus gibt es Lotreste von Reparaturen aus dem 20. Jahrhundert.
Der Henkel hat die Form eines Hundes sowie unten ein menschliches Gesicht und zeigt den griechischen oder etruskischen Einfluss. Der Ausguss mit einer Ente ist ausschließlich keltischen Ursprungs. Die Augen des Hundes und der Ente wurden mit einem komplexen Bohrer vom selben Handwerker erstellt. Die Gefäße sind jeweils etwa 40 cm hoch.
Die Kannen gehören zu den Glanzstücken der keltischen latènezeitlichen Kunst. Sie zeigen die Handelsbeziehungen der Kelten mit entfernten Völkern auf: Die Grundidee der Schnabelkanne stammt aus Italien, palmenblattartige Verzierungen sind ein Hinweis auf kulturelle Verbindung mit Ägypten und das Zinn in der Kupferlegierung stammt vermutlich aus Cornwall in England. Sie sind in vielerlei Hinsicht der Schnabelkanne vom Dürrnberg in Österreich ähnlich.